# Maxi (bensinstation)
För andra betydelser, se Maxi.
Maxi Bensin AB eller bara Maxi var en bensinstationskedja som grundades i början av 1970-talet i Västergötland av Kurt Nordström (1920–2015).

## Historik
Kedjans affärsidé var att sälja billig bensin genom automatstationer. Dock kom kedjan att motarbetas av de befintliga aktörerna på den svenska marknaden, och Maxi kunde genom det inte köpa bensinpumpar via officiella leverantörer, utan fick i regel köpa dem begagnat. År 1978 såldes kedjan till ARA-bolagen, som i sin tur lanserade namnet ARA-Jet. ARA-Jet blev senare enbart JET, då ARA-bolagen blev uppköpta av Conoco. Trots att kedjan upphörde 1978 fanns det år 2013 i Hällingsjö i Västergötland, en bensinstation skyltad med som Maxi.